# Рошткалинский район
Рошткалинский район (тадж. Ноҳияи Роштқалъа) — административный район в составе Горно-Бадахшанской автономной области Республики Таджикистан.
Районный центр — село Рошткала (тадж. Роштқалъа), расположен в 30 км юго-восточнее города Хорога.

## География
Рошткалинский район расположен в живописном Шахдаринском ущелье, по руслу реки Шахдара. Начинается в Гунте и заканчивается в Джавшангозе.
На севере граничит с Шугнанским районом, на западе и юге — с Ишкашимским районом, на востоке — с Мургабским районом.
В северо-восточной части района располагается второе по высоте озеро Таджикистана — Турумтайкуль.

## Население
Население по оценке на 1 января 2018 года составляет 26 800 человек.
| Численность населения | Численность населения | Численность населения | Численность населения | Численность населения |
| 1939                  | 2019                  | 2020                  | 2021                  | 2022                  |
| --------------------- | --------------------- | --------------------- | --------------------- | --------------------- |
| 5794                  | ↗27 200               | ↗27 400               | ↗28 000               | ↗28100                |

## История
Рошткалинский район исторически входил в состав Шугнана (шугн. Xuɣ̌nůn) — одной из исторических областей Памира, составной части Горно-Бадахшанской автономной области.
Первые жители на территории Памира появились уже в каменном веке. В конце эпохи бронзы произошло заселение Памира сначала протоиндийскими племенами, а затем и древними иранцами, причем языки и верования этих пришельцев наложились на местные субстратные неиндоевропейские языки. В результате на Памире образовалась группа восточноиранских языков.
В VII—II вв. до н. э. Памир населяли племена, известные в письменных источниках как саки. С их названием связан топоним «Шугнан», буквально означающий «страна саков».
Территория современного Шугнана входила в состав Империи Ахеменидов (VI—IV в. до н. э.).
В III—II вв. до н. э. население Шугнана находилась в зависимости от Греко-Бактрийского царства, в I—III вв. н. э. —- от Кушанского царства, в IV—VI вв. —- от Эфталитского государства. Вслед за разгромом эфталитов от Западно-Тюркского каганата в VI в. Шугнан номинально подчиняется тюркским правителям.
Во второй половине VII в. Шугнан оказывается в номинальной зависимости от китайской Танской империи. В VII—VIII вв. название Шугнан зафиксировано в китайских источниках как Шицзин, Шицини, Шэни, Шини, Шикини.
В последние десятилетия VIII в. Шугнан покоряется арабами-мусульманами, в IX в. находился в зависимости от Тахиридов, в X в. входит в состав государства Саманидов, в XI—XII вв. был включен в состав государств Газневидов, а затем Гуридов, но и тогда зависимость Шугнана от центральных властей была номинальной. В арабских и персидских сочинениях VIII—XII название региона зафиксировано как Шукнан, Шикинан, Шакнан.
В XIII в. Шугнан как и все таджикские земли оказался под властью монгольских завоевателей, а в XIV—XV вв. —- тимуридских правителей. В начале XVI в. Шугнан как часть Бадахшана входит в состав империи Великих Моголов, к концу этого столетия оказывается в составе Шейбанидского государства, которое в 1599 году сменилось Аштарханидами. В 1691—1692 гг. Аштарханиды завоевали Бадахшан, а вместе с ним и Шугнан.
В середине XVIII в. Шугнан был центром сопротивления правителями Бадахшана. Так, в 1748 году объединённым силам Шугнана и Дарваза в битве у озера Шива удалось разбить войска эмира Бадахшана Султан-шаха.
В XVIII в. Шугнан, находившийся от него в вассальной зависимости Рушан, а также Вахан вели постоянную борьбу против политической зависимости от Бадахшана и Дарваза. Владетели Шугнана с Рушаном и правители Вахана являлись вассалами шахов Дарваза и платили им дань.
В конце XVIII в. правители афганской Дурранийской империи предпринимают первую попытку покорения Бадахшана.
В XIX в. историческая область Шугнан включала в себя Шугнанское шахство, в которое входил и вассальный Рушан, а также небольшие феодальные государственные образования — Шахдара и Гунт в долинах одноимённых рек, то есть территории современных Рушанского, Шугнанского и Рошткалинского районов Таджикистана, а также Шугнанского района афганской провинции Бадахшан.
Столицей Шугнанского шахства был населённый пункт Бар-Пандж-Кала с одноимённой крепостью, располагавшейся на левом берегу Пянджа.
В настоящее тремя территория исторической области Шугнан разделена на две части: правобережный Шугнан относится к Таджикистану, а левобережный — к Афганистану.
Правобережный Шугнан, согласно русско-английскому договору от 2 февраля (11 марта) 1895, передан Бухаре вместо части Дарваза, лежащей на левом берегу Пянджа (Аму-Дарьи).
Шугнанское бекство Бухарского эмирата занимало юго-западную окраину Памира и располагалось в бассейне реки Гунт и левого притока его реки Шахдара.
Рошткалинский район первоначально был образован в 1936 году и состоял из двух сельских советов: Верхне-Рошткалинский и Нижне-Рошткалинский. Впоследствии район был подразделен на 4 сельсовета: Сеждский, Роштклинский, Тавдемский и Хидорджевский, которые объединяли 47 селений.
Постепенно росло число селений и образовались ещё два сельских совета: Тусянский и Октябрьский.
В 1963 году Рошткалинский район был ликвидирован, а его территория включена в Шугнанский район. В 1992 году Рошткалинский район был восстановлен в прежних границах.

## Административное деление
В состав Рошткалинского района входят 6 сельских общин тадж. ҷамоат:
| Административное деление Рошткалинского района |           |
| Сельская община                                | Население |
| Барвоз                                         | 3004      |
| Миршакар                                       | 7821      |
| Рошткала                                       | 3124      |
| Сижд                                           | 3028      |
| Тусян                                          | 2866      |
| Курбоншо Гадолиев                              | 7637      |
| Всего                                          | 27480     |

Главой Рошткалинского района является Председатель Хукумата, который назначается Президентом Республики Таджикистан.
Главой правительства Рошткалинского района является Председатель Хукумата.
Законодательный орган Рошткалинского района — Маджлис народных депутатов, избирается всенародно на 5 лет.